# Химическая фотография
Хими́ческая фотогра́фия — классическая фотография, основанная на использовании светочувствительных фотоматериалов с химическим способом записи изображения. После лабораторной обработки экспонированной в камере фотоэмульсии, содержащееся в ней скрытое изображение становится видимым, и пригодным для фотопечати или проекции на экран. Другое название аналоговая фотография появилось после 2000 года, как антоним понятию цифровая фотография и является не совсем корректным, поскольку не учитывает электронные видеофотоаппараты, использовавшие в конце 1980-х годов аналоговый способ хранения видеосигнала без каких-либо химических процессов. До широкого распространения цифровых фотоаппаратов, химическая фотография оставалась единственной технологией получения высококачественных неподвижных изображений как в бытовой, так и в профессиональных сферах.
В обиходе часто используется также термин плёночная фотография, поскольку большинство аналоговых фотоаппаратов использовали фотоплёнку. Однако, эта разновидность технологий фотографии допускает применение стеклянных и даже металлических пластинок вместо гибкой подложки. К химической также относят моментальную фотографию и ранние технологии, такие как дагеротипия, коллодионный процесс, тинтайп и амбротипия.

## Достоинства и недостатки
Одним из главных достоинств химической фотографии в настоящее время считается сложность изменения изображения оригинального негатива или диапозитива, повышающая их документальную ценность. Кроме того, архивное хранение снимков, сделанных на плёнке или фотопластинках, не сопряжено с большими затратами, характерными для цифровой фотографии, требующей резервного копирования и регулярных проверок целостности данных. Проблема усугубляется частой сменой доминирующих стандартов цифровых устройств хранения, приводящей к необходимости переноса данных на новые носители. Химическая фотография не столь критична к смене стандартов, и любой негатив, сделанный за 170 лет существования технологии, может быть в любой момент напечатан на фотобумаге или отсканирован. Сохранность цифровых отпечатков, изготовленных большинством принтеров, также уступает долговечности чёрно-белых фотографий на качественных сортах фотобумаги. Это одна из причин более высокой аукционной и рыночной стоимости бромосеребряных фотоотпечатков с плёночного или стеклянного негатива.
Полный цикл получения конечного изображения в классической фотографии возможен без использования электричества: фотосъёмка, лабораторная обработка фотоплёнки и печать фотографий доступны без применения электроэнергии. Цифровой фотоаппарат полностью теряет работоспособность без источников питания, тогда как действие плёночных камер, особенно выпущенных до начала 1980-х годов, основано только на механической энергии пружин, которые взводятся самим фотографом. Это преимущество особенно актуально при съёмке на сильном морозе или в труднодоступных местностях, где невозможно перезарядить истощённые аккумуляторы. Фотографическая широта современных чёрно-белых и даже цветных негативных фотоматериалов долгое время была недостижима для фотоматриц, позволяя снимать высококонтрастные сцены в одну экспозицию. Так, чёрно-белая негативная фотоплёнка «Ilford HP5+» обеспечивает широту минимум в 14 экспозиционных ступеней. Классическая плёнка «Kodak Tri-X» с более толстой фотоэмульсией даёт до 18 ступеней широты. В то же время, по результатам тестов журнала «Digital Photography Review» фотоматрицы профессиональных фотоаппаратов, например Nikon D3 и Canon EOS-1Ds Mark III, в формате JPEG обеспечивают динамический диапазон не больше 8,5 ступеней. Согласно другим исследованиям, новейшие цифровые фотоаппараты могут обеспечивать динамический диапазон до 15 ступеней.
Главные недостатки традиционной химической фотографии заключаются в более высокой затратности из-за расходных материалов (светочувствительных желатиносеребряных фотоплёнок и фотобумаг), а также в сравнительно долгой и трудоёмкой технологии лабораторной обработки, тогда как цифровая технология требует (при отсутствии необходимости вывода изображения на печать) лишь устройств хранения данных с более низкой удельной стоимостью. Ещё одним принципиальным недостатком химической фотографии является неизбежное накопление искажений при копировании и трансформации изображения. Уже вторая копия снимка, выполненная контратипированием, заметно отличается от оригинала из-за потери полутонов. Цифровая фотография полностью свободна от накопления искажений, позволяя  любые сложные трансформации и копирование без малейшей потери качества. В то же время, лёгкость копирования цифровых снимков без потери качества облегчает нарушение авторских прав и их незаконное использование. 
Цифровая цветная фотография обладает значительно большей гибкостью, чем химическая. В доцифровую эпоху единственным носителем изображения, пригодным для полноцветной полиграфии, были цветные слайды, которые требовали чрезвычайно высокой точности экспонирования и сложной лабораторной обработки. Кроме того, было необходимо тщательное соблюдение спектрального состава освещения, поскольку цветовой баланс плёнки не поддаётся регулировке. Цифровая съёмка позволяет получить более качественную цветопередачу, обеспечивая непрерывный контроль на жидкокристаллическом дисплее или мониторе компьютера непосредственно в процессе съёмки. В таких отраслях, как фотожурналистика и криминалистика, требующих быстрого получения готового снимка и передачи его на расстояние, химическая фотография абсолютно неконкурентоспособна по сравнению с цифровой.
Дополнительным достоинством цифровой фотографии считается удобство и скорость поиска нужного снимка в объёмных фотоархивах: в настоящее время крупные массивы аналоговых фотографий обязательно оцифровываются для ускорения доступа или поиска оригинала. Кроме того, неограниченные возможности трансформации цифрового изображения, его цветокоррекции и ретуши заставили пересмотреть технологию химической фотографии ещё до появления массовых цифровых камер. С начала 1990-х годов получила распространение гибридная технология, совмещающая аналоговый негативный процесс и цифровые обработку и печать фотоснимков минифотолабораториями соответствующего типа. Такой способ позволяет объединить часть достоинств химической фотографии (например, огромную фотографическую широту) с преимуществами цифровой цветокоррекции.

## Использование
В настоящее время (2024 год) роль классической фотографии неуклонно снижается, а в профессиональной сфере она фактически полностью вытеснена более технологичными цифровыми решениями, не требующими расхода дефицитного серебра. Фотожурналистика стала одной из первых отраслей, полностью отказавшихся от химических фотопроцессов в пользу цифровой регистрации, начав переход уже в первой половине 1990-х годов, и окончательно завершив его к середине 2000-х. Вслед за ней последовали студийная, судебная и техническая фотография. Дополнительную роль в постепенном вытеснении технологии играет неуклонное снижение мирового производства киноплёнки, ключевые стадии выпуска которой тесно взаимосвязаны с изготовлением всех остальных фотоматериалов. Отказ от традиционных плёнок коснулся также областей рентгенографии, дефектоскопии, фотограмметрии, аэрофотографии и астрономии, в которых активно внедряются цифровые методы регистрации. Всё это приводит к удорожанию фотоплёнок и их лабораторной обработки.
Однако, среди фотолюбителей и фотохудожников с начала 2010 годов в мире наблюдается тенденция возобновления интереса к традиционной технологии фотографии. Съёмка на фотоплёнку получает популярность среди фотографов, пресыщенных возможностями цифровой фотографии. Некоторые профессиональные фотодокументалисты до сих пор снимают на чёрно-белую фотоплёнку, считая её единственным достоверным носителем. После входа компании Eastman Kodak в процедуру банкротства в 2012 году, некоторые из них поспешили запастись привычным фотоматериалом. Так, Антон Корбейн закупил 2500 роликов плёнки «Kodak Tri-X», заняв ей несколько холодильников в своём офисе. Тем не менее, ряд производителей фотоматериалов в 2016 году зафиксировали возрастание спроса на свою продукцию, достигшее по отдельным позициям 30 %. В 2017 году Eastman Kodak решил возобновить выпуск популярной обращаемой фотоплёнки Kodak Ektachrome, прекращённый в 2013 году.
При этом, современная химическая фотография чаще всего представлена только в первой фазе процесса, предусматривая оцифровку негатива или слайда при помощи фильм-сканера и последующую публикацию на фотохостингах или в социальных сетях, а также цифровую печать. Это обусловлено технологической сложностью позитивного фотопроцесса, требующего специализированной затемнённой фотолаборатории с водопроводом и канализацией. Многие фотолюбители начинают снимать на плёнку для лучшего понимания технологий фотографии и обучения её тонкостям. Кроме традиционного негативно-позитивного фотопроцесса вновь возрастает интерес к одноступенным фотоматериалам, лишь ничтожная часть форматов которых остаётся в производстве после закрытия в 2008 году большинства заводов компании Polaroid. Коллективы энтузиастов возобновляют выпуск по краудфандинговым схемам, например «Impossible Project» и «New 55 film».
Отдельная тенденция обнаружилась для уникальных фотопроцессов XIX века, таких как амбротипия, тинтайп, коллодионный процесс и другие. Несмотря на их технологическую сложность, фотографов привлекает возможность съёмки крупноформатными камерами с небольшой глубиной резкости и специфическим оптическим рисунком, подходящим для портретной съёмки. Получаемые по этим технологиям фотографии обладают недостижимым для цифрового фотоаппарата богатством полутонов. Нередко использование для портретной съёмки ортохроматических фотоматериалов, искажающих тональное воспроизведение окрашенных объектов, и дающих необычный художественный эффект. Некоторые классические технологии позволяют получать единственный экземпляр снимка, делая результат съёмки уникальным.
Ещё одной тенденцией стало возобновление разработки фотоаппаратов для 35-мм фотоплёнки. В 2017 году запущены краудфандинговые проекты «Elbaflex» и «Reflex», нацеленные на выпуск зеркальных фотоаппаратов, разработанных с учётом современных особенностей фотографических технологий.